# Tuvia Tenenbom

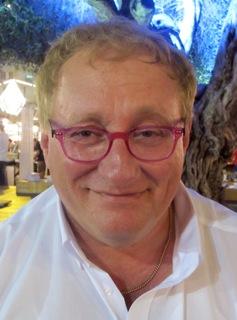
Tuvia Tenenbom

Tuvia Tenenbom (hebräisch טוביה טננבום; * 1957 in Bnei Berak, Israel) ist ein israelisch-amerikanischer Autor, Regisseur und Theaterleiter. Er ist Leiter des von ihm 1994 gegründeten Jewish Theater of New York.

## Familie und Entwicklung
Tenenboms Vater war Rabbiner und sein Großvater chassidischer Oberrabbiner. Tuvia wuchs im Jerusalemer Stadtteil Me'a Sche'arim auf. Mit 17 Jahren wurde er aus der Gemeinde ausgeschlossen, weil er die Einstellung des Rabbiners gegenüber weltlichen Personen ablehnte. Tenenbom siedelte daraufhin nach New York City über. Dort studierte er englische Literatur an der St. John’s University, Dramaturgie an der City University of New York, Mathematik und Informatik am Touro College und schloss auch ein Studium als Rabbiner in Jerusalem ab.
Im Jahr 1994 gründeten er und seine Ehefrau Isi Tenenbom mit dem Jewish Theater das einzige englischsprachige jüdische Theater in New York City. Tenenbom ist nicht nur Impresario des Theaters, sondern auch Autor und Regisseur. Dort sorgten seine oft provokanten Theaterstücke wie z. B. The Diary of Adolf Eichmann oder The Last Virgin über islamische Selbstmordattentäter wiederholt für nationale und internationale Beachtung. Einladungen führten Tenenbom wiederholt nach Europa, darunter auch an einige deutsche Theater, so an die Hamburger Kammerspiele, das Jüdische Theater Hamburg, das English Theatre Frankfurt und das Moderne Theater Wien. Seine Farce The Last Jew in Europe über einen Juden, der eine polnische Katholikin heiraten will, führte 2007 zu einer Beschwerde der polnischen Botschaft in Washington.
Journalistische Arbeiten Tenenboms sind in der Zeit, dem Corriere della Sera und Jedi’ot Acharonot sowie Internetzeitschriften erschienen. Von Dezember 2011 bis Mai 2015 schrieb er in der Zeit regelmäßig die Fitnesskolumne Fett wie ein Turnschuh. Seit März 2016 schreibt er – ebenfalls in der Zeit – die politische Kolumne Allein unter Menschen, die in mancher Hinsicht eine Fortsetzung von Fett wie ein Turnschuh ist.
Tenenbom wird wiederholt als provokationsfreudig wahrgenommen. So führte er 2008 am Rande einer 1.-Mai-Demonstration in Hamburg ein Gespräch mit dem Neonazi Jürgen Rieger. Bei einem weiteren Gesprächsversuch am Rande einer Demonstration in Magdeburg am 12. Januar 2013 versuchte Tenenbom, Neonazis mit dem Hitlergruß zu provozieren, um mit ihnen ins Gespräch zu kommen.

## Erstes Buch und Zerwürfnis mit Rowohlt
Tenenboms erstes Buch erschien 2011 in den USA und trug den Titel I Sleep in Hitler’s Room: An American Jew visits Germany. Darin beschreibt er eine Deutschlandreise, die er auf Einladung des Rowohlt Verlages unternahm. Er beschreibt sich als von Deutschland mal angezogen, mal abgestoßen, und entlockt, wenn er vorgibt, jemand anderes zu sein, seinen Gesprächspartnern immer wieder antisemitische Äußerungen.
Zunächst sollte die deutsche Übersetzung des Buchs unter dem Titel Ich bin Deutschland im Rowohlt Verlag erscheinen, der bereits vor der Deutschlandreise den Vertrag mit Tenenbom unterschrieben hatte, ihm einen Vorschuss gewährt und das Buch bereits als kommenden Spitzentitel angekündigt hatte. Dazu kam es aber nicht, da ein Zerwürfnis zwischen Tenenbom und der Verlagsleitung stattfand, woraufhin der Vertrag aufgelöst wurde. Aus Tenenboms Sicht wollte der Rowohlt Verlag Zensur üben. Der Verlag nannte als Grund für die Meinungsverschiedenheit, es habe rechtliche und formale Probleme mit dem Manuskript gegeben. Das Buch erschien schließlich unter dem Titel Allein unter Deutschen im Dezember 2012 im Suhrkamp Verlag, allerdings aufgrund des Einspruchs einiger der Interviewten in gekürzter Form. Zu diesen Interviewten gehören laut Tenenboms Vorbemerkung in der deutschen Ausgabe: „Stanislaw Tillich, Ministerpräsident des Freistaates Sachsen; Joachim Herrmann, Innenminister von Bayern; Zülfiye Kaykin, Staatssekretärin für Integration beim Minister für Arbeit, Integration und Soziales des Landes Nordrhein-Westfalen; Volkhard Knigge, Direktor der »Stiftung Gedenkstätten Buchenwald und Mittelbau-Dora«; Dietrich-Daniel Gaede, Leiter der Abteilung Gedenkstättenpädagogik an der Gedenkstätte Buchenwald.“

## Zweites BuchAllein unter Juden
2014 erschien Tuvia Tenenboms zweites Buch Allein unter Juden – Eine Entdeckungsreise durch Israel. Darin nimmt Tenenbom Kontakt mit verschiedensten pro- und antiisraelischen Bewohnern Israels und Palästinas auf und zeichnet ein vielschichtiges Bild des heutigen Israel-Palästina-Konflikts. Er setzt sich auch mit deutschen Nichtregierungsorganisationen (NGOs) und Journalisten auseinander, denen er vorwirft, den Nahostkonflikt zu einseitig zu beschreiben und von diesem Thema besessen zu sein, während andere Konflikte in der Welt vernachlässigt würden.
In Israel stand das Buch als Nr. 1 auf den Bestsellerlisten, in Deutschland wurde es im November 2014 veröffentlicht.

## Drittes BuchAllein unter Amerikanern
2016 erschien Tuvia Tenenboms drittes Buch Allein unter Amerikanern – Eine Entdeckungsreise. Darin berichtet Tenenbom von seiner Reise durch die USA.

## Viertes BuchAllein unter Flüchtlingen
2017 erschien Tuvia Tenenboms viertes Buch Allein unter Flüchtlingen – Eine Entdeckungsreise. Darin berichtet Tenenbom von seiner Reise durch Deutschland und die Auswirkungen der Flüchtlingskrise auf Bürger, Flüchtlinge und Migranten. Er besuchte Flüchtlingslager, wo er von beschämenden Zuständen berichtet, deren Auswirkungen laut Tenenbom „nicht nur individuell verheerend sind, sondern in nicht allzu ferner Zukunft die gesamte deutsche Gesellschaft betreffen werden“. Tenenbom äußert sich in diesem Zusammenhang auch über rechte und linke Ideologien in Deutschland. Im Buch kommen deswegen unter anderem Akif Pirinçci und Gregor Gysi zu Wort.

## Fünftes BuchAllein unter Briten
2020 erschien Tuvia Tenenboms fünftes Buch Allein unter Briten – Eine Entdeckungsreise. Darin berichtet Tenenbom von seiner Reise durch das Vereinigte Königreich Großbritannien und Nordirland. Er spricht mit seinen Gesprächspartnern über das soziale Gefälle und die Armut in der britischen Gesellschaft, über den anstehenden Brexit und über den Antisemitismus in der Labour-Partei. Zu Wort kommen dabei Politiker wie Nigel Farage und Jeremy Corbyn, Baronin Rosalind Altman sowie George J. Whyte von der Church of Scotland. Das Buch zeichnet ein Stimmungsbild der britischen Gesellschaft, die „zutiefst gespalten ist und erbittert um ihre Identität und ihre Zukunft kämpft“.

## Ehrungen
- Preis für ehrlichen Journalismus. Stifter: Rafael Korenzecher, Herausgeber der Jüdischen Rundschau (Preis nur einmal verliehen)[19]

## Theaterstücke
- The Blue Rope
- The Last Virgin
- One Hundred Gates
- Diary of Adolf Eichmann
- Love Letters to Adolf Hitler
- Like Two Eagles
- The Beggar of Borough Park
- Love in Great Neck
- The American Jew
- The Suicide Bomber
- Mountain Jews
- Kabbalah
- Press #93 for Kosher Jewish Girls in Krakow.
- Father of the Angels
- Saida: A Tunisian Love Story
- The Last Jew in Europe

## Bücher
- Allein unter Deutschen. Eine Entdeckungsreise. Aus dem Englischen von Michael Adrian, Suhrkamp, Frankfurt a. M. 2012, ISBN 978-3-518-46374-1, im englischen Original I Sleep in Hitler’s Room. An American Jew Visits Germany. Jewish Theater of New York, New York 2011, ISBN 978-0-9839399-0-0, John Verlag, 2015 ISBN 978-3-942057-71-4 (Hörbuch).
- Fett wie ein Turnschuh. Wie ich im Land der Currywurst 40 Kilo abnahm. Die besten Zeit Online-Kolumnen. Piper Verlag, 2014, ISBN 978-3-492-30536-5.
- Allein unter Juden – Eine Entdeckungsreise durch Israel. Suhrkamp, Berlin 2014, ISBN 978-3-518-46530-1 (Taschenbuch), John Verlag, 2015 ISBN 978-3-942057-70-7 (Hörbuch).
- Allein unter Amerikanern – Eine Entdeckungsreise. Suhrkamp, Berlin 2016, ISBN 978-3-518-46734-3 (Taschenbuch), John Verlag, 2016 ISBN 978-3-942057-72-1 (Hörbuch).
- Allein unter Flüchtlingen – Eine Entdeckungsreise. Suhrkamp, Berlin 2017, ISBN 978-3-518-46758-9 (Taschenbuch), John Verlag, 2017 ISBN 978-3-942057-74-5 (Hörbuch).
- Allein unter Briten – Eine Entdeckungsreise. Suhrkamp, Berlin 2020, ISBN  978-3-518-46999-6.
- Gott spricht Jiddisch: Mein Jahr unter Ultraorthodoxen, Suhrkamp, Berlin, Juli 2023, ISBN 978-3518473351

## TV-Dokumentationen
- Allein unter Flüchtlingen. SWR 2018.